# Vida Goldstein
Pour les articles homonymes, voir Goldstein.
Vida Jane Mary Goldstein, née le 13 avril 1869 à Portland dans l'État du Victoria (Australie) et morte le 15 août 1949 à South Yarra dans la banlieue de Melbourne, est une femme politique australienne, pionnière du mouvement féministe et suffragiste dans ce pays.

## Biographie
Aînée d'une fratrie de cinq enfants, Vida Goldstein a trois sœurs et un frère. Sa mère, Isabella, est féministe. Son père Jacob, commerçant, est opposé au droit de vote pour les femmes, mais encourage ses filles à être « indépendantes sur les plans économique et intellectuel ». Vida est éduquée par une gouvernante, puis dans un lycée pour jeunes filles. Adolescente puis jeune femme, elle mène un train de vie aisé.
Dans les années 1890, elle s'implique dans des associations caritatives, des mouvements de promotion de réformes sociales (pour améliorer les conditions de travail dans les usines, par exemple), ainsi que dans les mouvements féministes aux côtés de sa mère. Elle s'éduque sur les sujets politiques et économiques, et assiste comme spectatrice à des sessions du Parlement du Victoria. À la fin de la décennie, elle est la figure de proue « incontestée du mouvement féministe radical dans le Victoria », oratrice talentueuse et charismatique.
En 1902, l'année où les femmes obtiennent le droit de vote aux élections fédérales en Australie, elle se rend aux États-Unis, où elle s'adresse à la Conférence internationale pour le suffrage féminin. Elle en est élue secrétaire. Elle est entendue par un comité du Congrès américain sur la question du droit de vote pour les femmes.
De retour en Australie, elle est l'une des quatre femmes à se porter candidates aux élections législatives fédérales de 1903. L'Australie est alors le premier pays au monde à reconnaître aux femmes le droit de se porter candidates à des élections législatives, et Vida Goldstein est donc l'une des premières femmes au monde à postuler pour un siège dans un parlement national. Elle se présente sans étiquette, mais appuyée par l'Association politique fédérale des femmes (Women's Federal Political Association), pour un siège au Sénat (chambre haute, élue au suffrage universel). Dans le Victoria, il y a quatre sièges à pourvoir pour le Sénat, chaque électeur sélectionnant ainsi quatre candidats. Vida Goldstein est largement battue, terminant quinzième sur les dix-huit candidats. Aucune femme n'est élue députée fédérale cette année-là. Elle en conclut qu'il est nécessaire de mieux mobiliser et « d'éduquer » les électrices, ce qu'elle tâche de faire à travers son journal Woman's Sphere, dont elle est la propriétaire et l'éditrice de 1900 à 1905. Elle continue également à faire campagne pour le suffrage féminin. Car si les femmes dans le Victoria peuvent voter aux élections fédérales, elles ne peuvent toujours pas participer aux élections pour le Parlement de l'État du Victoria. Ce droit est finalement acquis en 1908.
Elle se présente à nouveau aux élections fédérales de 1910, de 1913, de 1914 et de 1917, toujours sans étiquette et toujours sans succès. Elle soutient la politique, introduite en 1904, d'arbitrage indépendant obligatoire des désaccords entre employeurs et employés, et qui vise à la fois à protéger les droits des employés et à empêcher le recours aux grèves. Elle milite pour l'égalité salariale entre hommes et femmes, et pour des politiques de redistribution des richesses. Farouchement anticapitaliste, elle est favorable à la nationalisation des moyens de production. Elle s'oppose par principe à la politique de l'Australie blanche, tout en admettant que l'immigration soit restreinte jusqu'à ce que l'égalité salariale ait été acquise. Elle défend très activement une position pacifiste (peu populaire) durant la Première Guerre mondiale.

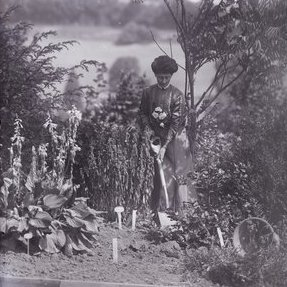
Vida Goldstein plantant un houx à Eagle House en 1910.

Si elle n'est jamais élue députée, elle est néanmoins l'une des rédactrices de la loi Children's Court Act dans le Victoria en 1906. Cette loi, pour laquelle elle avait longtemps fait campagne, introduit des tribunaux pour enfants, ces derniers n'étant dès lors plus jugés comme s'ils étaient adultes.
Pendant son séjour en Angleterre en 1910, Vida Goldstein séjourne à Eagle House. Elle plante un houx et une plaque commémore son passage, ainsi qu'une photographie du colonel Linley Blathwayt
Après la Première Guerre mondiale, elle fait campagne pour un meilleur accès à la contraception, mais aussi et surtout pour la cause pacifiste, l'internationalisme et le désarmement. Animée par des idéaux socialistes et par une éthique chrétienne, elle argue que l'accès à une société meilleure passe par une plus grande participation des femmes en politique et dans les affaires internationales.
Elle est commémorée aujourd'hui par le nom de la circonscription électorale de Goldstein, dans le Victoria.
La première femme élue députée à un parlement australien est la suffragette Edith Cowan, élue au Parlement d'Australie-Occidentale en 1921. Les premières femmes députées fédérales sont Dorothy Tangney et Enid Lyons en 1943 - quarante-et-un ans après l'acquisition de ce droit.